# بياتريس أدريانا
بياتريس أدريانا (بالإسبانية: Beatriz Adriana)‏ هي مغنية مكسيكية، ولدت في 5 مارس 1958 في نافويوا ‏ في المكسيك.

## وصلات خارجية
- الموقع الرسمي
- بياتريس أدريانا على موقع IMDb (الإنجليزية)
- بياتريس أدريانا على موقع ميوزك برينز (الإنجليزية)
- بياتريس أدريانا على موقع أول موفي (الإنجليزية)
- بياتريس أدريانا على موقع ديسكوغز (الإنجليزية)
- بياتريس أدريانا على موقع قاعدة بيانات الفيلم (الإنجليزية)
- بياتريس أدريانا على موقع كينوبويسك (الروسية)